# Balatun
Balatun je naselje v občini Bijeljina, Bosna in Hercegovina. 

## Deli naselja
Balatun, Centar, Cesta, Donji Balvani, Gornji Balvani, Meterizi, Panjik, Salaš in Trnjage.

## Prebivalstvo
| Pregled števila prebivalcev po letih | Pregled števila prebivalcev po letih | Pregled števila prebivalcev po letih | Pregled števila prebivalcev po letih | Pregled števila prebivalcev po letih | Pregled števila prebivalcev po letih |
| ------------------------------------ | ------------------------------------ | ------------------------------------ | ------------------------------------ | ------------------------------------ | ------------------------------------ |
| 1948                                 | 1953                                 | 1961                                 | 1971                                 | 1981                                 | 1991                                 |
| -                                    | -                                    | -                                    | 1.444                                | 1.400                                | 1.305                                |

| Narodna sestava prebivalstva po letih                                                                                          | Narodna sestava prebivalstva po letih                                                                                            | Narodna sestava prebivalstva po letih                                                                                           |
| --- | --- | --- |
| 1971 | 1981 | 1991 |
| . skupaj: 1.444 Srbi 1.432 (99,16 %) Hrvati 4 (0,27 %) Muslimani 1 (0,06 %) Jugoslovani 5 (0,34 %) drugi in neznano 2 (0,13 %) | . skupaj: 1.400 Srbi 1.294 (92,42 %) Hrvati 5 (0,35 %) Muslimani 2 (0,14 %) Jugoslovani 54 (3,85 %) drugi in neznano 45 (3,21 %) | . skupaj: 1.305 Srbi 1.277 (97,85 %) Hrvati 4 (0,30 %) Muslimani 0 (0,00 %) Jugoslovani 16 (1,22 %) drugi in neznano 8 (0,61 %) |